# Миклашевский, Игорь Львович
Игорь Львович Миклаше́вский (30 мая 1918, Москва — 25 сентября 1990, там же) — советский спортсмен, чемпион Ленинграда по боксу в среднем весе (1941), участник Великой Отечественной войны, разведчик НКВД во время войны и после неё, тренер, спортивный судья. Двоюродный брат Героя Российской Федерации Н. А. Качуевской (1922—1942).

## Биография

### 1918—1941
Игорь родился и вырос в театральной семье. Его отец, Лев Александрович Лащилин (1888—1955), был известным артистом балета, хореографом и педагогом Большого театра. Мать, актриса Камерного театра А. Л. Миклашевская (1891—1977). В официальном браке родители не состояли (к этому времени Лащилин уже был женат). В восьмилетнем возрасте Игорь познакомился с сестрой Лащилина — Инной Александровной и её мужем (и, следовательно, дядей, хоть и не кровным, Игоря), ярким представителем известной театральной династии В. А. Блюменталь-Тамариным. Во время учёбы в школе Игорь достиг успехов в изучении немецкого языка и особенно в спорте — увлёкся боксом. По окончании школы поступил (но не закончил) в ГЦОЛИФК, получил звание мастера спорта.
В 1938 году был призван в армию, служил в Ленинграде в зенитных частях, женился (в браке родился сын Андрей), недолго участвовал в Советско-финской войне, затем продолжил тренировки, стал чемпионом Ленинградского военного округа по боксу в среднем весе. Весной 1941 года из-за отказа соперника — Олега Загоруйченко от финального боя на первенстве Ленинграда вышел в финал чемпионата СССР (чемпионат не состоялся). Великую Отечественную войну встретил сержантом — заряжающим зенитно-артиллерийского орудия на Ленинградском фронте.

### 1941—1942
Как спортсмен, хорошо владеющий немецким языком, попал в поле зрения разведывательных служб. Его вербовкой в конце 1941 года занимались лично офицеры НКВД В. Н. Ильин (комиссар госбезопасности, начальник 3-го отдела Секретно-политического управления НКВД, пробыл в заключении с 1943 по 1952 годы, с 1955 года — секретарь Московского отделения Союза писателей, генерал-лейтенант КГБ) и П. А. Судоплатов (начальник 2-го отдела НКВД, позднее, после 15-летнего заключения, — писатель). Согласился на выполнение «специального» (то есть секретного) задания в тылу врага, суть которого ему не раскрывалась, и в 1942 году прошёл соответствующее обучение, предположительно в разведшколе, расположенной в городе Слободском недалеко от Кирова.
В декабре 1942 года были инсценированы его побег через линию фронта и сдача в плен. Прошёл тщательную проверку, в ходе которой выяснилось (как и было предусмотрено его «легендой») его родство с Всеволодом Блюменталь-Тамариным, что явилось дополнительным свидетельством искренности его поступка. Дело в том, что ещё в конце 1941 года супруги Блюменталь-Тамарины, жившие в занятом немцами дачном кооперативе близ посёлка Манихино, неподалёку от Истры, добровольно ушли с отступившими от Москвы немецкими войсками. Уже в феврале 1942 года начались регулярные выступления Блюменталь-Тамарина по радио, предположительно из Киева, в которых он со всем своим актёрским мастерством, вплоть до имитации голоса Сталина, призывал советских солдат сдаваться, а население сотрудничать с захватчиками. Одновременно был назначен немецкими властями главным режиссёром Киевского русского драматического театра, возобновившего работу вскоре после оккупации города. Поставил пьесу А. Корнейчука «Фронт», переделав её в злую сатиру на Красную армию под названием «Так они воюют…», и сыграл в ней главную роль — генерала Горлова (в «переделке» — генерал Горлопанов). 27 марта 1942 года Военная коллегия Верховного Суда СССР заочно приговорила его к смертной казни.

### Специальное задание
Как утверждали в 1960—1970-е годы освобождённые после репрессий Ильин и Судоплатов, полученное Миклашевским задание заключалось в следующем: в НКВД составили план ликвидации Гитлера, в соответствии с которым жившие в Берлине Януш Радзивилл (влиятельный польский князь и политик, попавший в 1939 году в ходе «раздела» Польши в НКВД и согласившийся на сотрудничество) и Ольга Чехова (любимая актриса фюрера, бывшая жена Михаила Чехова, а по совместительству связная самого Лаврентия Берии), должны были при помощи своих друзей среди немецкой аристократии обеспечить доступ к Гитлеру группе агентов, заброшенных в Германию и находившихся в Берлине в подполье. Руководство группой поручалось Игорю Миклашевскому, который должен был с помощью Блюменталь-Тамарина обосноваться в Берлине.
Похожую версию излагает Энтони Бивор: при проверках НКВД Миклашевский горел желанием уничтожить своего дядю-предателя, но, после того, как убедились в его искренности, ему была поручена более масштабная миссия — используя родство с Блюменталь-Тамариным и контакты и влияние Ольги Чеховой в высших германских кругах, получить доступ к Гитлеру для покушения на него.

### 1943 год
За несколько дней до перехода Миклашевского в апреле 1943 года к немцам перешли двое красноармейцев, и их сведения отличались от тех, что сообщил Миклашевский. В нём заподозрили разведчика, пытали, даже имитировали расстрел. Но родство с Блюменталь-Тамариным сыграло свою роль. Его сочли не шпионом, а военнопленным. Проведя несколько месяцев в лагерях для военнопленных и вступив для получения доверия у немцев в так называемую «Русскую освободительную армию» (РОА) генерала Власова, Игорь был отправлен в Берлин и поселился в квартире, выделенной немецкими властями супругам Блюменталь-Тамариным. Постепенно он осваивался в Берлине. На одной из театральных премьер дядя представил его Ольге Чеховой, с которой он был знаком ещё до войны, а через неё информация о благополучном прибытии Миклашевского поступила в Москву. Используя своё боксёрское прошлое и выступив несколько раз в любительских боях, он завел весьма полезное знакомство и с Максом Шмелингом, популярным в Германии чемпионом мира 1930—1932 годов по боксу в тяжёлом весе и также, как и О. Чехова, вхожим в высшие нацистские круги. Но на сообщение Миклашевского о реальной возможности убить Гитлера во время посещения им одного из спектаклей с участием О. Чеховой, а заодно и второго человека рейха — Германа Геринга, из Москвы был получен отрицательный ответ.
Как пишут П. А. Судоплатов, В. В. Карпов и Э. Бивор, Сталин засомневался в целесообразности первоначального плана покушения на Гитлера, опасаясь, что в случае успешного исхода операции Германия может попытаться заключить сепаратный мирный договор с союзниками и оставить СССР в одиночестве. К тому же летом 1943 года в результате разгрома немцев на Курской дуге в ходе войны наметился явный перелом. Блюменталь-Тамарина вместе с его радиостанцией переправили в Кенигсберг, заодно поручив вести пропаганду среди военнопленных. В конце 1944 года, когда советские войска подошли к границам Восточной Пруссии, Игорь вернулся в Берлин, где ждал окончательного решения из Москвы. Указания вскоре поступили — покушение на Гитлера отменено окончательно на самом высоком уровне.

### 1944—1945
Оставшийся без цели и дела племянник продолжал жить в квартире дяди. Он посещал «власовский» центр на Викториенштрассе, где собирались добровольцы для пополнения РОА, а уже летом 1944 года в составе «восточного батальона» РОА участвовал в боях против высадившихся 6 июня в Нормандии союзников. О том, что было дальше, известно из двух сохранившихся писем Блюменталь-Тамарина к художнику Михаилу Ивановичу Черкашенинову, его бывшему соседу по даче в Манихино, попавшему вначале в плен, а затем в лагерь для «перемещённых лиц». В письме из Кенигсберга от 18 июня 1944 года он пишет, что его родной племянник Игорь, доброволец, тяжело ранен в бою с американцами. Во втором, от 10 июля 1944 года он подтверждает: «Судьба продолжает искушать меня: тяжело, почти смертельно ранен наша последняя надежда, наш приёмный сын (родной племянник моей жены, сын её брата Льва Лащилина) Игорь. <…>. Он по собственному почину пошёл в добровольческую армию, принимал участие в боях за Карантен в Нормандии и тяжко, почти смертельно ранен, но, кажется, выживет». Миклашевский действительно был серьёзно ранен в шею и ногу, лечился в немецком госпитале.
Письма Блюменталь-Тамарина опровергают утверждения, время от времени появляющиеся в некоторых интервью и воспоминаниях, будто в конце 1944 года, находясь в Бельгии (а не во Франции), Миклашевский был связан с партизанами, устроил взрыв на каком-то подземном заводе, попал под подозрение немцев, бежал, спасаясь от ареста, был при этом ранен и доставлен крестьянами в госпиталь в Париже переодетым в форму и с документами убитого немецкого офицера. Комментируя эти утверждения, А. Ваксберг пишет, что Миклашевскому вряд ли удалось бы выдать себя за немецкого офицера, не владея свободно немецким языком и не зная всего того, что он должен был бы в таком случае знать — расположение части, в которой якобы служил, имена командиров, сослуживцев и многое другое. И если бы он попал в госпиталь под чужим именем, то как о его ранении смог так быстро узнать дядя. Кроме того, 25 августа 1944 года от немцев был освобождён Париж, а в сентябре практически вся территория Бельгии. Так что немецкого госпиталя в Париже и партизан в Бельгии в конце 1944 года быть не могло, а лечился в июне-июле Миклашевский в Германии.
Списанный из РОА по ранению Игорь и его дядя зиму 1944—1945 годов провели в Берлине, затем оба перебрались в город Мюнзинген (юго-западная часть Германии недалеко от границы с Францией) (П. Судоплатов приводит другие сведения: «Миклашевский бежал во Францию в 1944 году после ликвидации своего дяди»). Рядом находился лагерь советских военнопленных, из которых пополнялась «армия» Власова. Ссылаясь на документ из архива ФСБ, А. Ваксберг пишет, что Блюменталь-Тамарин убит 10 мая 1945 года в Мюзингене «при невыясненных обстоятельствах». Сопоставляя различные версии этих «обстоятельств», он приводит на его взгляд наиболее вероятную: предателя-дядю убил любимый племянник, скрывшийся затем во Франции. Через некоторое время Игорь оказался в лагере союзников, где назвался советским разведчиком и встретился с представителями советского командования. О том, что он находился осенью 1945 года в Париже, сообщается в письме, полученном Августой Миклашевской от незнакомой ей Ирины Громовой и хранящемся в её архиве.
По версии эксперта зала истории внешней разведки В. Антонова Миклашевский вообще не был на квартире дяди в Берлине и встречался с дядей только в Кёнигсберге. Правда, Блюменталь-Тамарин не был застрелен. Его нашли повешенным в лесу 10 мая 1945 года, долго это считали самоубийством. После встречи в 1960-х годах Миклашевского с направившим его в Германию В. Ильиным (в конце войны Ильин был репрессирован) Ильин обратился к руководству контрразведывательного управления КГБ с идеей рассказать общественности о подвиге, совершенном Миклашевским, но в несколько иной интерпретации, то есть с изменением задания, где вместо Блюменталь-Тамарина стал фигурировать Гитлер. Являлся ли Гитлер основной целью операции, неизвестно, но успехов в приближении к нему, на самом деле, у Миклашевского не было. Возможно, в 1960-х годах хотели отвлечь внимание от личности другого, более успешного разведчика. Мать Миклашевского утверждала, правда, в возрасте 85 лет, что настоящий Миклашевский, её сын, в Москву из разведки не вернулся.

### 1945—1990
Во Франции Миклашевский оставался на протяжении двух лет после окончания войны, по некоторым сведениям, следил за бежавшими на Запад власовцами — остатками армии генерала Власова. Вернулся в Советский Союз в 1947 году, был награждён орденом Красного Знамени. По разведывательной части служить не пошёл, а вернулся в спорт. Ему было 29 лет, но полученное ранение не позволило ему выступать на ринге. Однако он добился успехов как тренер, воспитавший нескольких чемпионов СССР, и судья всесоюзной категории. Много лет до выхода на пенсию работал тренером по боксу в спортивном обществе «Трудовые резервы».
Игорь Миклашевский стал прототипом главного героя в художественных повестях Георгия Свиридова «Стоять до последнего» и «Время возмездия». Позднее оба этих произведения были объединены в документально-художественный роман «Разведчик Игорь Миклашевский».
Умер 25 сентября 1990 года в Москве. Похоронен на Перловском кладбище в Москве.

## В популярной культуре
- Спецзадание Игоря Миклашевского было экранизировано в передаче «Следствие вели…», в серии «Ликвидаторы».
- В 2016 году был снят 4-серийный художественный фильм «Апперкот для Гитлера», режиссёр Денис Нейманд. В роли Миклашевского — Антон Момот.